# Saint-Antonin-du-Var
Saint-Antonin-du-Var é uma comuna francesa na região administrativa da Provença-Alpes-Costa Azul, no departamento de Var. Estende-se por uma área de 17,64 km². Em 2010 a comuna tinha 751 habitantes (densidade: 42,6 hab./km²).32 hab/km².